# Moldavci
Moldavci (u vlastitom jeziku Moldoveni ↓b1), romanski narod srodan Rumunjima, naseljen je u 
Republici Moldaviji (2 719 000) i drugim susjednm zemljama, u Ukrajini (294 000) i Rusiji (169 000). U rumunjskom dijelu Moldavije ima ih oko 22 000.

## Povijest nastanka i Jezik
Sami sebe Moldavci nazivaju Moldoveni, a njihova povijest nastanka povezana je uz povijest nastanka Vlaha i Rumunja, odnosno potomci su romaniziranih Dačana. Do 1812. kneževina Moldavija prostirala se između Istočnih Karpata, Sireta, Dunava, Crnog mora i Dnjestra. Moldavski jezik, kako se nazivao ovaj romaski jezik što se govorio na području Besarabije i Tiraspolskog kraja, svog pretka ima u latinskom, a moldavskim ili moldovlaškim nazivan je sve do ujedinjenja s Vlaškom, nakon čega je u upotrebi rumunjski jezik. Sovjetski jezikoslovci od 1950.-tih inzistiraju na moldavskom kao posebnom jeziku, ali vlasti u Republici Moldaviji donose 1989. odluku po kojoj službenim jezikom proglašavaju rumunjski, što je i proglašeno raspadom SSSR-a 1991. godine. Pritiskom ZND-a ipak je 1994. moldavski jezik postao službenim jezikom Moldavije.

## Običaji Moldavaca
Moldavija se prostire na ravnici u kojoj se brdovitog područja nalazi tek nešto na sjeveru i središnjem dijelu zemlju, a svega 9% je pod šumama. Većina Moldavaca, ona ruralna bavi se poljodjelstvom i stočarstvom. Kukuruz i duhan veoma su važne kulture. Od kukuruza se priprema i najvažnije moldavsko jelo mamaliga koje se poslužuje sa sirom, vrhnjem ili mlijekom. Glavna jela pripremaju se od različitog povrća, i pripremaju s mesom, kao što je pileće, guščje, pačje, svinjetinu ili janjetinu. na selu vlada i običaj da po pravu najmčađeg rođenog (postremogenitura), najmlađi sin nasljeđuje kuću svojih roditelja.
Moldavci su pravoslavci, koji su prethodno pripadali rumunjskoj a danas ruskoj ortodoksnoj crkvi. Ne-moldavsko stanovništvo pripada drugim religijama (judaizam) ili sektama kao što su molokani (Молока́не) koji su se 1550.-tih odvojili od ruske ortodoksne crkve.

## Galerija
- Moldavski lončari
- Moldavski pastir
- Sjenokoše